# Williams F107
Il Williams F107 (inizialmente sviluppato come WR19) è un piccolo motore turbofan sviluppato e costruito dalla statunitense Williams International per essere installato su missili da crociera quali l'AGM-86 ALCM ed il BGM-109 Tomahawk così come sul velivolo sperimentale a decollo verticale Williams X-Jet.

## Storia

### Sviluppo
Nel 1962 Sam Williams costruì un piccolo turbogetto (il WR2) da appena 311 Newton di spinta. Utilizzando il generatore di gas (il complesso di compressore, camera di combustione e turbina) di quel motore, costruì e provò al banco nel 1967 la più piccola turboventola al mondo, la WR19.
Il 7 aprile del 1969 il pilota sperimentale della Bell, Robert Courter, compì il suo primo volo con la Jet Flying Belt, una cintura a reazione spinta da un WR19.

### Tecnica
Il WR19 era costituito da un fan a due stadi seguito da un compressore assiale di bassa pressione (sempre di due stadi) seguito da uno stadio di compressore centrifugo. La camera di combustione era di tipo anulare, la turbina di alta pressione era a stadio singolo mentre quella di bassa pressione era a due stadi.
La serie F107, invece, pur condividendo il generatore di gas del WR19, si caratterizza per il fan a quattro stadi al posto della configurazione 2+2 del WR19.
Il motore è un turboventola con un rapporto di diluizione di 1:1 con due alberi controrotanti e combustore anulare. Si caratterizza per la leggerezza e la compattezza nelle dimensioni, qualità necessarie per l'installazione su missili da crociera. Utilizza carburante JP-10, miscelato ad additivi che ne migliorano le caratteristiche di immagazzinamento per lunghi periodi di tempo in condizioni ambientali aggressive.

## Versioni
- WR19 Installato sul Jet Flying Belt da 1,91 kN (430 lbf) di spinta
- F107-WR-101 Installato sul AGM-86B/C/D 2,82 kN (635 lbf) di spinta
- F107-WR-400 Installato su BGM-109G, RGM/UGM-109A/B/C/D da 2,67 kN (600 lbf) di spinta
- F107-WR-402 Installato su RGM/UGM 109C-III/D-III da 3,11 kN (700 lbf) di spinta

Fonte dei dati 

## Utilizzatori
Stati Uniti
- AGM-86 ALCM
- BGM-109 Tomahawk
- RGM-109 Tomahawk
- Williams X-Jet